# مشت خشمگین
مشت خشمگین دومین آلبوم موسیقی گروه ژاپنی Hi-Standard می باشد که در ماه جولای سال ۱۹۹۷ میلادی تحت عنوان Fat Wreck Chords منتشر گردید.این آلبوم در سبک پانک راک ساخته شده است .

## فهرست
فهرست آهنگ‌های آلبوم عبارتند از :
| شماره | نام                                                      | مدت  |
| ----- | -------------------------------------------------------- | ---- |
| ۱.    | «Flighting Fists, Angry Soul(مشت مبارز ، روح خشمگین)»    | ۲:۲۳ |
| ۲.    | «Stop the Time(زمان را متوقف کن)»                        | ۲:۴۰ |
| ۳.    | «Endless Trip(سفر بی انتها)»                             | ۲:۱۸ |
| ۴.    | «My Sweet Dog(سگ شیرین من)»                              | ۱:۳۵ |
| ۵.    | «Shy Boy(پسر خجالتی)»                                    | ۱:۵۹ |
| ۶.    | «My Heart Feels So Free(قلبم چه آزاد است)»               | ۲:۵۴ |
| ۷.    | «The Kids Are Alright(بچه ها خوبند)»                     | ۱:۴۷ |
| ۸.    | «Gotta Pull Myself Together()»                           | ۲:۲۶ |
| ۹.    | «Start Today(امروز را آغاز کن)»                          | ۱:۱۱ |
| ۱۰.   | «Sunshine Baby(بچه ی غروب)»                              | ۲:۱۷ |
| ۱۱.   | «Pathetic Man's Song(آواز مرد غمگین)»                    | ۲:۲۴ |
| ۱۲.   | «Have You Ever Seen the Rain(تا به حال باران دیده ای؟)?» | ۱:۴۶ |
| ۱۳.   | «Sound of Secret Minds»                                  | ۲:۲۳ |
| ۱۴.   | «Spread Your Sail»                                       | ۲:۴۲ |

## مشخصات آلبوم
- آکاهیرو نانبا - باس و آوازه خوانی
- کن یوکویاما - گیتار و آوازه خوانی
- آکیرا تسونئوکا - درام
- ضبط شده در آمریکا ، کالیفرنیا ، سان فرانسیسکو ، موتور استودیو
- تهیه کنندگان : رایان گرین و Hi-Standard
- امور فنی : رایان گرین